# 플라자 합의

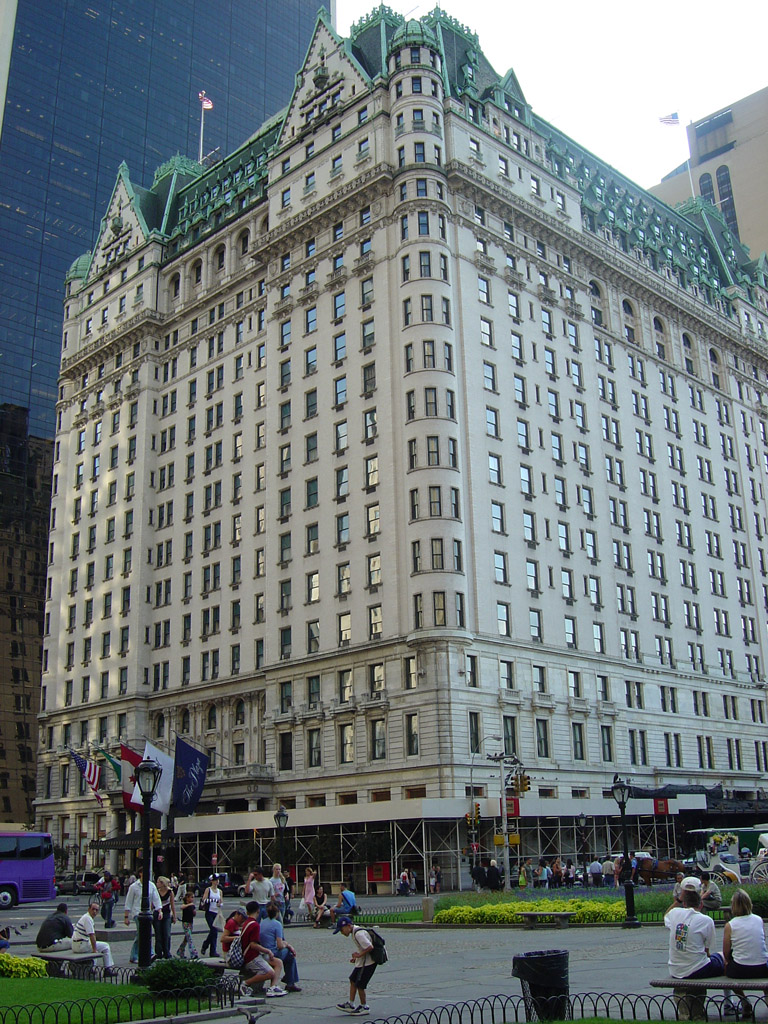
플라자 호텔

플라자 합의( - 合意, 영어: Plaza Accord, Plaza Agreement, 일본어: プラザ合意)란 1985년 9월 22일 미국 뉴욕에 있는 플라자 호텔에서 G5 경제선진국(프랑스, 서독, 일본, 미국, 영국) 재무장관, 중앙은행총재들의 모임에서 발표된 환율에 관한 합의를 가리킨다.

## 배경
1980년대 초 미국 로널드 레이건 행정부는 전임 지미 카터 행정부에서부터 이어진 높은 인플레이션의 억제를 목적으로 엄격한 금융 긴축 정책을 시행했다. 금리는 두 자리에 달해 세계의 유동자금은 미국으로 집중돼서 미 달러의 가치가 올라갔으며 동시에 미국의 수출 감소와 수입 확대(무역 불균형)가 이루어졌다. 고금리 정책을 통해 민간 투자를 억제해서 인플레이션 탈출은 성공했다. 그러나 결과적으로 막대했던 무역 흑자가 줄어들게 되었다. 그 후에 인플레이션이 진정됨에 따라 금융 완화 논의가 진행되었다. 이는 경기 회복, 즉 무역 적자 심화를 막기 위해서였다. 하지만 금리 하락이 진행되면 미국의 금융시장은 투자매력을 잃고 그와 함께 달러시장은 점차 불안정화의 길로 들어서게 될 것으로 보였다. 요컨대 1970년대 말기 달러 위기의 재발을 두려워한 선진국이 협조적 달러 안정화 내지 하락의 실시를 꾀했던 까닭에 금리인하를 통한 달러 평가절하 메커니즘이 아닌 정치적 결정에 의한 이 합의가 이루어졌다.

## 진행과정
앞서 미국 긴축정책으로 말미암아 1980년부터 1985년 사이 미국 달러는 당시 가장 큰 경제규모를 갖춘 4개 국가 통화인 일본 엔, 독일 마르크, 프랑스 프랑 그리고 영국 파운드에 대해 약 50% 평가절상한 상태였다. 폴 볼커 하 연방 준비 제도는 금리를 인상해 1970년대 스태그플레이션 위기를 막았지만, 금리인상은 미국 달러의 가치를 높여서 세계 시장에서 미국산업계(특히 자동차업계)의 경쟁력을 약화시켰다. 당시 미국은 대외 무역수지 불균형과 안으로는 재정적자에 시달리고 있었다. 일본 자동차로 말미암아 일자리를 잃은 미국 노동자들이 일본 차량을 부수며 시위를 하기도 하였다. 이것이 레이건 정부의 유명한 ‘쌍둥이 적자’이다.
미국 정부 처지에서 달러 평가절하 당위성은 두 가지였다. 국내총생산의 3.5%에 달하는 미국 경상수지 적자를 감소시키는 것과 1980년대 초반 시작된 미국 경제의 급작스러운 경기침체에서 벗어나는 데 있다. 그렇지만 결과적으로 미국 정부는 금리 인하를 거부했다. 금융산업계는 몰리는 달러로 수익을 낼 수 있었고, 금리인하를 통한 달러 평가절하는 인플레이션을 줄이고자 하는 로널드 레이건 정부의 계획에 반했기 때문이다.
그러나 미국 산업계는 이에 굴하지 않고 외국과 경쟁에 대항해서 자국 산업 보호를 요청하는 캠페인을 시작하였고, 제조업자, 서비스 제공업자 농부들이 가담했다. 첨단 기술 기업인 IBM과 모토로라는 물론 곡물 수출업체, 자동차 제조업체, 캐터필라 같은 엔지니어링 업체들도 가담했다.
1985년까지 캠페인은 의회가 무역보호법 통과를 고려할 정도로 많은 지지를 얻었다. 무역 규제에 대한 가시화는 백악관이 해외 주요국들과 협상에 유리하게 작용하였고 플라자 합의에 도달하도록 이끌었다.
플라자 합의에서 미국 달러화 가치를 내리고 일본 엔화와 독일 마르크화 가치를 높이는 정책을 채택했었다. 발표일 다음날에 달러화 환율은 1달러=235엔에서 약 20엔이 하락하였다. 1년 후에는 달러의 가치가 거의 반이나 떨어져 120엔 대에 거래가 이루어지는 상태까지 되었다.

## 영향

### 무역 적자
처음 2년 동안은 미국의 적자가 악화되기만 했지만, 수량 효과가 평가 효과를 능가할 정도로 탄력성이 높아지면서 적자가 반전되기 시작했다. 평가절하로 인해 미국의 수출품은 교역 상대국에 비해 구매 비용이 저렴해졌고, 이는 다른 나라들이 더 많은 미국산 제품과 서비스를 구매하게 된다는 것을 의미했다. 플라자 협정은 미국과 일본의 무역 적자를 줄이는 데는 실패했지만, 미국의 수출 경쟁력을 높여 다른 나라에 대한 미국의 적자를 줄였다. 따라서 미국 의회는 보호무역주의 관련 입법을 자제했다.

### 객관적 실패
조셉 가뇽(Joseph E. Gagnon)은 플라자의 결과가 실제 정책보다 정책 의도와 추가 달러 판매의 잠재적 위협에 대해 금융 시장에 전달된 메시지에 더 기인한다고 설명한다. 달러 가치 하락이 중단되기로 결정된 1987년 루브르 합의 이후 개입은 반대 방향으로 훨씬 더 두드러졌다.
플라자 협정은 서유럽 국가들에 대한 미국의 무역 적자를 줄이는 데는 성공했지만, 대일 무역 적자를 줄이는 데는 크게 실패했다. 이 적자는 통화 정책, 특히 무역 조건에 둔감한 구조적 조건 때문이었다. 비록 일본의 구조적인 수입 제한 때문에 여전히 일본 국내 시장에서 성공할 수 없었지만, 미국의 공산품은 수출 시장에서 더 경쟁력을 갖게 되었다. 루브르 합의은 1987년 미국 달러의 지속적인 하락을 막기 위해 체결되었다.
이어지는 1987년 루브르 합의에 따라 1992~95년 제1차 빌 클린턴 행정부 때와 같은 달러 환율에 대한 다른 개입은 거의 없었다. 그러나 이후 통화 개입은 G7 중 거의 없었다. 유럽중앙은행은 2000년 당시 유로화를 과도하게 평가절하했다. 일본은행은 2011년 도호쿠 대지진과 쓰나미 이후 엔화 강세를 꺾기 위해 미국 등의 협조를 얻어 2011년 마지막으로 개입했다. 2013년 G7 회원국들은 외환 개입을 자제하기로 합의했다. 이후 미국 행정부는 환율조작(통화부양과 차별화)에 대해 보다 강력한 국제정책을 요구했다.

### 일본에 끼친 영향
플라자 합의로 일본에서는 급속한 엔고로 인해 ‘엔고 불황’이 일어날 것으로 우려됐지만, 초기의 일본은행은 기준금리를 인하하지 않고 5% 그대로 동결시켰고, 무담보 콜금리는 6%미만에서 8%로 올렸다. 하지만 엔고에 의한 불황의 발생 우려가 현실화되자 저금리 정책이 시행되었다. 이 저금리 정책이 부동산이나 주식 투기를 가속화하여 거품 경제 가열을 초래하였다. 또 엔고에 의하여 일본 경제의 규모는 상대적으로 급속히 확대되었다. “반액 세일”이라고까지 일컬어지는 미국 자산 사들이기, 고부가가치 상품의 생산, 해외여행의 붐, 자금이 싼 나라로의 공장 이전 등이 계속되었다. 이러한 현상을 일본인들은 일억총중류라는 개념으로 파악하기도 하였다.

## 여담
플라자 합의로 1986년도부터 1989년도에 이르기까지 대한민국은 경상수지 흑자를 보는 등의 이익을 보았는데 일본과 수출 경쟁품목이 많은 상황에서 엔화의 가치가 상승하여 상대적으로 한국제품 가격이 싸졌기 때문이다. 시기적으로도 유가하락, 금리인하, 1988 서울 올림픽으로 인한 투자확대 등이 동시에 맞물렸고, 이때의 호황을 저유가, 저금리, 저환율이 맞물렸다고 해서 3저 호황이라고 한다.

## 같이 보기
- 통화전쟁
- 닷지 라인
- 엔고불황